# Свен Мейнанс
Свен Мейнанс (нід. Sven Mijnans, нар. 9 березня 2000, Спейкеніссе, Нідерланди) — нідерландський футболіст, атакувальний півзахисник клубу АЗ.

## Ігрова кар'єра

### Клубна
У 2018 році Свен Мейнанс приєднався до роттердамської «Спарти». Перший сезон футболіст регулярно виступав за другий склад команди у Еерстедивізі. Кілька разів був включений до заявки першої команди.
У вересні 2020 року Мейнанс продовжив контракт зі «Спартою» до літа 2022 року з можливістю продовження договору ще на рік. А через кілька днів Мейнанс дебютував у першій команді в чемпіонаті країни, коли вийшов на заміну в кінці матчу проти «Вітесса». У серпні 2021 року Свен знову продовжив контракт з клубом до літа 2024 року.
У січні 2023 року Свен Мейнанс перейшов до іншого клубу Ередивізі АЗ, підписавши з клубом угоду до кінця 2028 року.

### Збірна
7 червня 2022 року Свен Мейнанс дебютував у складі молодіжної збірної Нідерландів.

## Досягнення
Особисті
- Команда місяця Ередивізі: травень 2025[6]